# Venus Versus Virus
Venus Versus Virus (ヴィーナス ヴァーサス ヴァイアラス?, Vīnasu Vāsasu Vaiarasu) è un manga giapponese creato da Atsushi Suzumi e serializzato a partire dal 27 giugno 2005 sulla rivista shōnen Dengeki Comic Gao! di MediaWorks. A seguito della chiusura della testata, la serie ha continuato la serializzazione su Dengeki Daioh di ASCII Media Works dal 21 marzo al 26 luglio 2008, dove si è conclusa. I capitoli sono stati raccolti in 8 volumi tankōbon pubblicati in Giappone da ASCII Media Works. In Italia i diritti sono stati acquistati da Edizioni BD che ha pubblicato la serie sotto l'etichetta J-Pop dal 10 maggio 2007 all'8 maggio 2011.
Nell'ottobre 2006 è stato realizzato un drama-CD basato sul manga. Inoltre l'opera cartacea è stata trasposta in una serie anime di 12 episodi prodotta da Studio Hibari e trasmessa in Giappone dall'11 gennaio al 22 marzo 2007 su BS-i.

## Trama
Venus Versus Virus gira intorno alla vita di due giovani ragazze, Sumire Takahana e Lucia Nahashi, che si incontrano quando Sumire viene attaccata da un virus e salvata da Lucia, che le dà un volantino al Venus Vanguard, dicendo che deve saldare il conto. Arrivata lì scopre che il Venus Vanguard è una specie di piccola associazione, coperta con un negozio di vestiti, che si occupa di sterminare dei demoni chiamati "Virus", diretta dal padre adottivo di Lucia, Nahashi. Per saldare l'enorme conto, Sumire accetta di aiutarli, e, ritornata al dormitorio, viene attaccata da un Virus di livello superiore, e, svenuta, si risveglierà al Venus Vanguard, dove Lucia e Nahashi le proporranno di lavorare con loro, ma Sumire in un primo tempo rifiuterà, ma, dopo essere stata salvata un'altra volta da Lucia, deciderà di aiutarli nel lavoro.
Quindi, mentre accettano i lavori commissionati da chi trova il volantino del Venus Vanguard e legge la scritta segreta, e combattendo insieme a lei contro i Virus, Lucia scoprirà che Sumire è molto più utile di quanto potesse sembrare.

## Personaggi

### Personaggi principali
Sumire Takahana (鷹花 スミレ?, Takahana Sumire)
Doppiata da: Minori Chihara, Rina Satō (primo drama-CD)
Sumire è una giovane ragazza delle superiori e il nuovo membro del Venus Vanguard, nonostante sia terribilmente spaventata dai Virus. Mentre inizialmente non può fare molto per aiutare Lucia, più tardi scoprono che quando il suo corpo reagisce alla miscela usata per uccidere i Virus (chiamata Vaccino) lei entra nello stato "Berserk", diventando così un Anti-Virus vivente. Con questa strana abilità, diventa più forte e violenta, è capace di uccidere i Virus a mani nude, ma sotto l'influenza di questo potere non è in grado di distinguere un amico da un nemico.
Lucia Nahashi (名橋 ルチア?, Nahashi Ruchia)
Doppiata da: Ayahi Takagaki, Hitomi Nabatame (primo drama-CD)
Lucia è una ragazza forte che guida le lotte contro i Virus insieme agli altri membri della Venus Vanguard, giurata a combattere e uccidere tutti i Virus. Ha una grande esperienza sul campo di battaglia dove si mostra fredda nei confronti dei suoi nemici; nel manga mostra molte più espressioni facciali rispetto all'anime. Il suo occhio sinistro possiede un potere misterioso, anche se è quasi coperto da una benda. L'uso dei suoi poteri è molto faticoso e finisce per logorarla, ma quando lo sfrutta il suo nemico non ha scampo. Il suo braccio sinistro ha il simbolo dell'incantesimo ereditato dal padre. Secondo Sumire, Lucia emana spesso un debole profumo di rose, il quale è un flebile ricordo che loro passato intrecciato. Nel manga fuma, nell'anime invece no.
Soichiro Nahashi (名橋 総一郎?, Nahashi Sōichirō)
Doppiato da: Jūrōta Kosugi, Tamio Ōki (primo drama-CD)
Soichiro è il tutore di Lucia, che le vuole bene come se fosse la sua vera figlia, sentimento che lei ricambia. Prima della nascita di quest'ultima, Soichiro stava studiando per diventare un mango insieme a Lilith e Lucif che sono i genitori biologici di Lucia. Ha nutrito un amore non corrisposto per Lilith, ma non si è mai avvicinato a lei in quanto questa era innamorata di Lucif.
Lola (ローラ?, Rōra)
Doppiata da: Ayumi Tsuji
Una misteriosa ragazza bionda che vive con Lucia e Soichiro. Ama il cioccolato e viene spesso vista mangiarlo. Ha una gemella di nome Laila e nell'anime nessuna delle due sembra invecchiare poiché sono bambole senz'anima create da Lucif e dall'insegnante di Soichiro; nel manga invece sono due orfane dotate di un legame telepatico tra loro. È un personaggio importante fin dall'inizio dell'anime, mentre nel manga non compare fino al quarto volume.
Yoshiki Kusanagi (草薙 与識?, Kusanagi Yoshiki)
Doppiato da: Kiyotaka Furushima
Yoshiki è un giovane che Sumire ha incontrato un giorno in un parco mentre stava leggendo un libro. Dopo alcuni altri incontri dove si sono scambiati dei libri da leggere, Yoshiki inizia a sviluppare sentimenti romantici per Sumire. Nell'anime si scopre che in realtà è uno dei seguaci di Lucif e che il suo vero nome è Aion, e il suo obiettivo è quello di recuperare il frammento di Sumire ma si ferma perché voleva veramente bene a quest'ultima. A questo punto tradisce Lucif, ma Lucia non essendo al corrente del suo tradimento lo uccide. Nel manga invece Aion è uno stregone che sembra possedere Lucif e poi Yoshiki.

### Personaggi di supporto
Nene Mikumo (三雲 音々?, Mikumo Nene)
Doppiata da: Sakura Nogawa
Nene è la cugina di Sumire che cerca sempre di prendersi cura di lei come se fosse sua sorella maggiore. Incoraggia spesso suo fratello minore Riku nei suoi tentativi di chiedere a Sumire un appuntamento.
Riku Mikumo (三雲 理久?, Mikumo Riku)
Doppiato da: Hiromi Hirata
Riku è il fratello minore di Nene e ha una cotta per Sumire. In più occasioni Riku tenta di chiedere a Sumire di uscire con lui ma qualcosa o qualcuno interferisce sempre e rimane ogni volta con il cuore spezzato. Ha una personalità timida, il che rende ancora più difficile chiedere a Sumire di uscire.
Mika (ミカ?)
Doppiata da: Kaya Miyake, Ai Nonaka (primo drama-CD)
Mika è una delle migliori amiche di Sumire, nonché una delle sue compagne di classe. Ha una personalità da maschiaccio.
Kyōko (京子?)
Doppiata da: Noriko Shitaya, Emiri Katō (primo drama-CD)
Kyōko è un'altra delle migliori amiche di Sumire ed è anche lei è una sua compagna di classe.
Shizu (しず?)
Doppiata da: Tomo Adachi, Kayo Sakata (primo drama-CD)
Shizu è un'altra delle migliori amiche di Sumire e come per i casi precedenti è anche essa una sua compagna di classe.
Lilith (リリス?, Ririsu)
Doppiata da: Wakana Yamazaki
Lilith è la madre di Lucia che una volta ha lavorato sotto un mentore con Lucif e Soichiro per imparare le arti magiche, e nell'anime, dopo la sua morte, la loro formazione si scioglie. In passato Lilith si innamorò di Lucif e alla fine rimase incinta di Lucia, anche se quando diede alla luce quest'ultima, Lucif era già partito alla ricerca del Vero Mondo. Nell'anime viene affermato che Lilith è stata uccisa da un Virus. In seguito viene rivelato che il Virus in questione era Lucif il quale voleva ottenere il suo frammento speciale, anche se alla fine il frammento scompare. Si scopre poi che si è suicidata per proteggere Lucia e il mondo che Lucif voleva distruggere.

### Antagonisti
Sonoka (苑果?)
Doppiata da: Fumi Morisawa
Sonoka è l'attura leader del Virus e ha un interesse particolare per Lucia e Sumire. È una devota seguace di Aion (Lucif nell'anime) e della sua ricerca per trovare il Vero Mondo.
Ruka (ルカ?, Ruka)
Doppiata da: Yui Itsuki
Ruka è una giovane ragazza al servizio di Sonoka. Ha una personalità sadica e ha il potere di controllare l'acqua e il vento, anche se afferma che la sua specialità è l'elettricità.
Guy (ガイ?, Gai)
Doppiato da: Akio Suyama
Guy è un altro dei tirapiedi di Sonoka. Ha una personalità simile a quella di Ruka e ha il potere il controllare il fuoco e la terra.
Laila (ライラ?, Raira)
Doppiata da: Ayumi Tsuji
Laila è la gemella di Lola. Nell'anime, dopo che Lucif è partito per trovare il Vero Mondo, Laila ha deciso di andare con lui mentre Lola è rimasta con Soichiro e Lilith. Nell'anime, a Laila piacciono le caramelle konpeitō tanto quanto Lola ama il cioccolato; nel manga invece entrambe le gemelle sono grandi appassionate dei bastoncini al cioccolato simili ai Pocky e vengono spesso viste masticarli. Mentre nell'anime ha un ruolo piuttosto passivo, nel manga emana una presenza più sinistra.
Lucif (リュシフ?, Ryushifu)
Doppiato da: Daisuke Namikawa
Lucif è il padre di Lucia; prima che nascesse quest'ultima decise di partire per cercare la via del Vero Mondo. Il suo passato è avvolto da molti misteri e Soichiro si rifiuta di parlare di lui con Lucia. Nell'anime viene affermato che si è trasformato in un Virus in modo da poter ottenere il Vero Mondo. Nel manga invece è stato posseduto da Aion.

## Media

### Manga
Il manga, scritto e illustrato da Atsushi Suzumi, è stato serializzato dal 27 giugno 2005 al 27 febbraio 2008 sulla rivista shōnen Dengeki Comic Gao! edita da MediaWorks. In seguito si è spostato sulla testata Dengeki Daioh di ASCII Media Works dove ha continuato la serializzazione dal 21 marzo seguente fino alla sua conclusione avvenuta il 26 luglio 2008. I capitoli sono stati raccolti in 8 volumi tankōbon pubblicati in Giappone dal 17 dicembre 2005 al 27 settembre 2008 da ASCII Media Works sotto l'etichetta Dengeki Comics.
In Italia la serie è stata pubblicata da Edizioni BD sotto l'etichetta J-Pop dal 10 maggio 2007 all'8 maggio 2011.
La serie è stata distribuita anche negli Stati Uniti da Seven Seas Entertainment, in Taiwain e Hong Kong da Kadokawa Media, in Corea del Sud da Samyang Publish Company, in Francia da Soleil Productions, in Spagna da Norma Editorial, in Vietnam da Kim Dong e in Germania da Carlsen Verlag.

#### Volumi
| Nº | Data di prima pubblicazione | Data di prima pubblicazione | Data di prima pubblicazione | Data di prima pubblicazione |
| Nº | Giapponese                  | Giapponese                  | Italiano                    | Italiano                    |
| -- | --------------------------- | --------------------------- | --------------------------- | --------------------------- |
| 1  | 17 dicembre 2005            | ISBN 4-8402-3291-1          | 10 maggio 2007              | ISBN 978-88-6123-073-6      |
| 2  | 27 aprile 2006              | ISBN 4-8402-3440-X          | 12 luglio 2007              | ISBN 978-88-6123-074-3      |
| 3  | 27 ottobre 2006             | ISBN 4-8402-3628-3          | 9 agosto 2007               | ISBN 978-88-6123-075-0      |
| 4  | 27 gennaio 2007             | ISBN 978-4-8402-3744-4      | 20 marzo 2008               | ISBN 978-88-6123-210-5      |
| 5  | 27 aprile 2007              | ISBN 978-4-8402-3867-0      | 17 aprile 2008              | ISBN 978-88-6123-211-2      |
| 6  | 27 novembre 2007            | ISBN 978-4-8402-4133-5      | 13 marzo 2011               | ISBN 978-88-6123-960-9      |
| 7  | 3 marzo 2008                | ISBN 978-4-8402-4247-9      | 27 marzo 2011               | ISBN 978-88-6123-971-5      |
| 8  | 27 settembre 2008           | ISBN 978-4-04-867316-7      | 8 maggio 2011               | ISBN 978-88-6123-984-5      |

### Drama-CD
Un drama-CD basato sul manga è stato pubblicato per la prima volta in Giappone il 25 ottobre 2006 edito da Frontier Works. Il disco contiene cinque tracce e il cast di doppiatori utilizzato è diverso da quello impiegato nell'adattamento anime. Un secondo drama-CD è stato pubblicato il 4 aprile 2007 da Lantis.

### Anime
Un adattamento anime prodotto da Studio Hibari e diretto da Shinichiro Kimura è stato trasmesso in Giappone dall'11 gennaio al 29 marzo 2007 su BS-i per un totale di 12 episodi. La sigla d'apertura è Bravin' Bad Brew di Riryka mentre quella di chiusura è Shijun no zankoku di Yōsei Teikoku. La colonna sonora è stata composta da Hikaru Nanase ed è uscita in formato CD il 25 aprile 2007. Un altro CD, contenente canzoni e monologhi di quattro delle doppiatrici dell'anime, è stato pubblicato il 21 marzo 2007.

#### Episodi
| Nº | Titolo italiano (traduzione letterale) Giapponese 「Kanji」 - Rōmaji | In onda          | In onda |
| Nº | Titolo italiano (traduzione letterale) Giapponese 「Kanji」 - Rōmaji | Giapponese       |         |
| 1  | Invito innocente 「アオイ サソイ」 - Aoi sasoi                       | 11 gennaio 2007  |         |
| 2  | Mondo divergente 「イケイ セカイ」 - Ikei sekai                      | 18 gennaio 2007  |         |
| 3  | Indicazione richiesta 「イライ ケハイ」 - Irai kehai                 | 25 gennaio 2007  |         |
| 4  | Incontro vertiginoso 「メマイ デアイ」 - Memai deai                  | 1º febbraio 2007 |         |
| 5  | Messaggero distante 「トオイ ツカイ」 - Tōi tsukai                   | 8 febbraio 2007  |         |
| 6  | Danno amaro 「ニガイ ヒガイ」 - Nigai higai                          | 15 febbraio 2007 |         |
| 7  | Sentimenti profondi 「フカイ オモイ」 - Fukai omoi                   | 22 febbraio 2007 |         |
| 8  | Desiderio oscuro 「クライ ネガイ」 - Kurai negai                     | 1º marzo 2007    |         |
| 9  | Dolce aroma 「アマイ ニオイ」 - Amai nioi                            | 8 marzo 2007     |         |
| 10 | Obiettivo errato 「ゴカイ ネライ」 - Gokai nerai                     | 15 marzo 2007    |         |
| 11 | Intento al sacrificio 「ギセイ サツイ」 - Gisei satsui               | 22 marzo 2007    |         |
| 12 | Futuro bianco 「シロイ ミライ」 - Shiroi mirai                       | 22 marzo 2007    |         |